# Horóscopo chinês

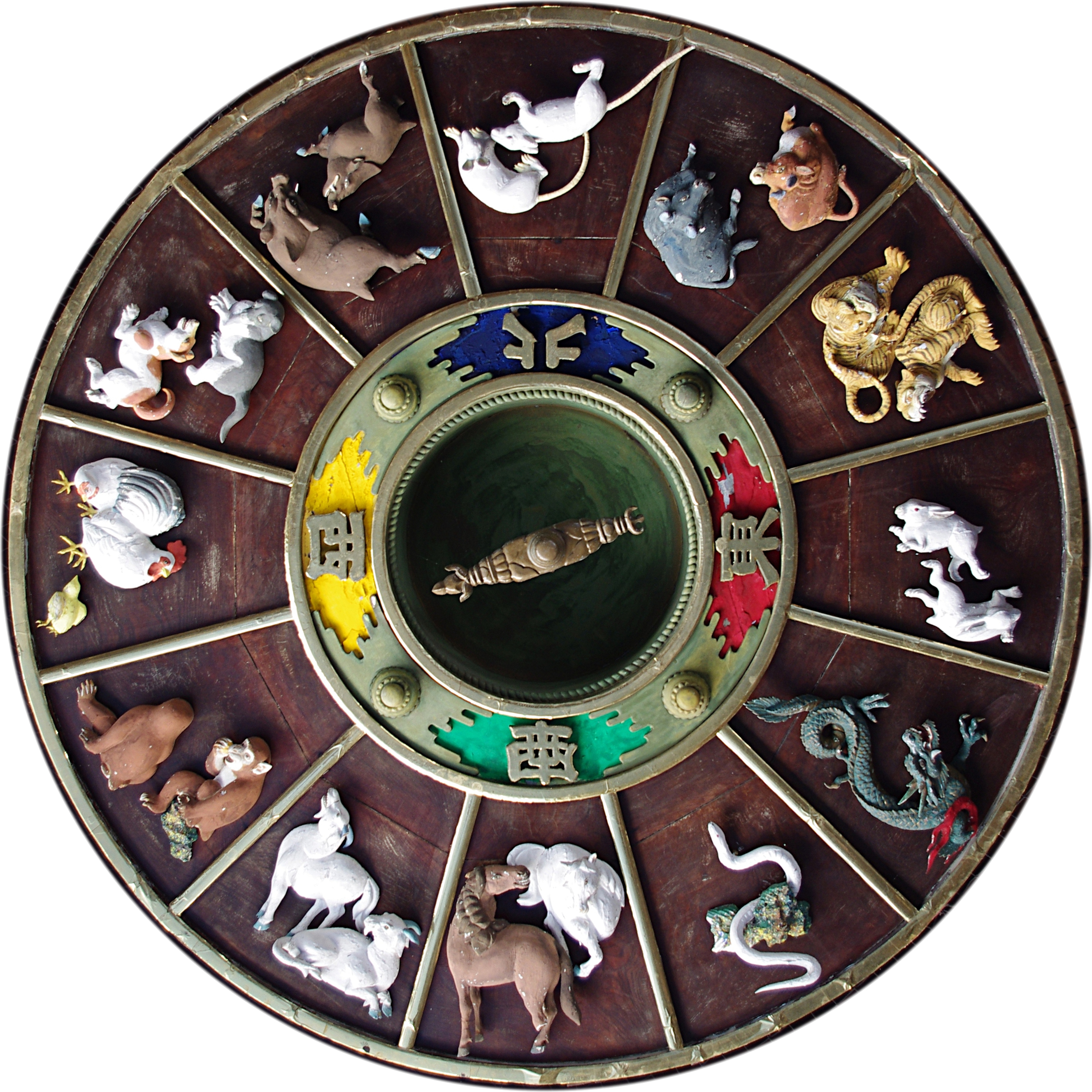
Os 12 signos do astrologia chinesa.

O Horóscopo chinês dos 12 signos é uma das referências que a Astrologia chinesa utiliza para realizar seus estudos.

## Origens na antiga China
Os chineses acreditavam que sua história estava relacionada com os céus. Chamavam sua terra de o Reino do Meio, que representava o Reino do meio celeste, onde as estrelas nunca se punham. O imperador, ou o Filho dos Céus como era chamado, era um mediador entre o Céu e a Terra. Conhecia, graças ao seu astrólogo imperial, os dias da mudança das estações e podia prever e interpretar todos os sinais celestes. Acreditava-se que, caso o imperador cometesse algum erro em suas previsões, ele perderia todos os poderes que lhe eram conferidos pela natureza. Portanto, era muito importante que seus conselheiros observassem e calculassem com a máxima precisão todos os movimentos do céu. Os deslizes eram punidos com a decapitação.
Tão marcante era a influência da astrologia na China antiga, que mesmo os palácios eram construídos de forma a se adequarem à simbologia astrológica. Havia um palácio para cada estação do ano e eram a representação terrena dos palácios ou setores do reino celeste. As portas do palácio de verão estavam voltadas para o Sul as da primavera, para o Leste; as do outono, para o Oeste e as do inverno, para o Norte. Durante a dinastia Shang, por exemplo, o imperador era obrigado não só a residir nesses palácios de acordo com a estação do ano, como também a voltar-se para o Sul durante as audiências. O sul representava o centro do seu reino, a Estrela Polar.

## Astrólogos-astrônomos
Além do Zodíaco Chinês, os astrólogos-astrônomos deixaram ao mundo outras valiosas contribuições. Acreditavam que os cometas eram emanações dos planetas e foram os primeiros a observar o cometa Halley em 240 a.C.. Dividiram o ano em exatamente 365 ¼ dias em 444 a.C., tal como fez Júlio César quando introduziu o nosso atual calendário. 
As enchentes e as secas eram previstas astronomicamente desde 300 a.C. e o papel desses sábios era dos mais decisivos na administração econômica e judiciária de todo o país. As manchas solares eram cuidadosamente registradas desde 28 a.C., pois acreditava-se que o sucesso na agricultura estava intimamente ligado a esse fenômeno solar. Aos planetas foram dados elementos e direções; Júpiter = (madeira, leste); Marte = (fogo, sul); Saturno = (terra, centro); Vênus = (metal, oeste) e Mercúrio = (água, norte).
Em vez de se basearem na elíptica, como fazem os astrólogos ocidentais, os chineses observavam as estrelas circumpolares, que eram visíveis durante a noite toda e durante o ano todo. Concentravam-se também nas 28 constelações circumpolares, denominadas hsui. Cada uma delas pertencia a um dos palácios celestes e tinha o nome de algum animal. Assim, a constelação do Morcego, por exemplo, estaria nos domínios do Palácio do Norte.
Alguns desses animais não só dão seu nome aos doze meses, como também aos ciclos horários e aos ciclos de 12 meses. Esse Zodíaco parece ter sido usado desde 500 a.C. Porém, a verdadeira origem do círculo dos animais ainda permanece desconhecida.

## A lenda chinesa dos doze animais
Segundo uma antiga lenda chinesa, Buda convidou todos os animais da criação para uma festa de Ano Novo, prometendo uma surpresa a cada um dos animais. Apenas doze animais compareceram e ganharam um ano de acordo com a ordem de chegada: o Rato; O Boi ou Búfalo (Vaca, na Tailândia); o Tigre (Pantera, na Mongólia); O Coelho ou Lebre (Gato, no Vietnã); o Dragão (Crocodilo, na Pérsia); a Cobra ou Serpente (Pequeno Dragão, na Tailândia); o Cavalo; a Cabra, Bode ou Ovelha; o Macaco; o Galo ou Galinha; o Cão; o Porco ou Javali. O Cavalo de Fogo rege a cada 60 anos.
De acordo com um antigo texto budista, quando os animais terminam suas meritórias tarefas, fazem um juramento solene perante os budas de que um deles estará sempre, por um dia e por uma noite, pelo mundo, pregando e convertendo, enquanto os outros onze ficam praticando o bem em silêncio. O Rato inicia sua jornada no primeiro dia da sétima Lua; procura persuadir os nativos do seu signo a praticarem boas ações e a corrigirem os defeitos de seus temperamentos. Os demais bichos fazem o mesmo, sucessivamente, e o Rato reinicia seu trabalho no 13º dia. Assim, graças ao trabalho constante dos animais, os budas garantem uma certa ordem no universo .

## Signos no Zodíaco Chinês
| Número | Signo    | Caracteres       | Yin/Yang | Direção | Estação             | Elemento fixo | Trígono  | Horas          |
| ------ | -------- | ---------------- | -------- | ------- | ------------------- | ------------- | -------- | -------------- |
| 1      | Rato     | 鼠, shǔ (子)     | Yang     | Norte   | Meio do inverno     | Água          | Primeiro | 23:00 à 00:59  |
| 2      | Boi      | 牛, niú (丑)     | Yin      | Norte   | Fim do inverno      | Terra         | Segundo  | 01:00 às 02:59 |
| 3      | Tigre    | 虎, hǔ (寅)      | Yang     | Leste   | Início da Primavera | Madeira       | Terceiro | 03:00 às 04:59 |
| 4      | Coelho   | 兔, tù (卯)      | Yin      | Leste   | Meio da Primavera   | Madeira       | Quarto   | 05:00 às 06:59 |
| 5      | Dragão   | 龙/龍, lóng (辰) | Yang     | Leste   | Fim da Primavera    | Terra         | Primeiro | 07:00 às 08:59 |
| 6      | Serpente | 蛇, shé (巳)     | Yin      | Sul     | Início do verão     | Fogo          | Segundo  | 09:00 às 10:59 |
| 7      | Cavalo   | 马/馬, mǎ (午)   | Yang     | Sul     | Meio do verão       | Fogo          | Terceiro | 11:00 às 12:59 |
| 8      | Cabra    | 羊, yáng (未)    | Yin      | Sul     | Fim do verão        | Terra         | Quarto   | 13:00 às 14:59 |
| 9      | Macaco   | 猴, hóu (申)     | Yang     | Oeste   | Início do outono    | Metal         | Primeiro | 15:00 às 16:59 |
| 10     | Galo     | 鸡/雞, jī (酉)   | Yin      | Oeste   | Meio do outono      | Metal         | Segundo  | 17:00 às 18:59 |
| 11     | Cão      | 狗, gǒu (戌)     | Yang     | Oeste   | Fim do Outono       | Terra         | Terceiro | 19:00 às 20:59 |
| 12     | Porco    | 猪/豬, zhū (亥)  | Yin      | Norte   | Início do inverno   | Água          | Quarto   | 21:00 às 22:59 |

Na astrologia chinesa, os signos dos animais atribuídos por ano representam como os outros percebem ou como se apresentam. É um equívoco comum que os animais atribuídos por ano sejam os únicos signos, e muitas descrições ocidentais da astrologia chinesa baseiam-se apenas nesse sistema. De fato, também existem signos animais atribuídos por mês (chamados de "animais internos"), por dia (chamados de "animais verdadeiros") e horas (chamados de "animais secretos"). A Terra é todos os doze signos, com cinco estações.

## Signos no Zodíaco Chinês de acordo com data de nascimento
Para calcularmos com mais precisão o signo chinês de uma pessoa, são necessários os seguintes dados para a análise deles:
1º) data de nascimento - dia/mês/ano [é com estas informações que descobrimos o nosso signo lunar, assim como a polaridade (Yin/Yang) dele] e
2º) horário de nascimento - hora/minutos (é com isso que descobrimos qual é o nosso signo ascendente).
A tabela a seguir mostra o ciclo de 60 anos correspondente ao calendário gregoriano para os anos de 1924 a 2043 (consulte o artigo do ciclo sexagenário para os anos de 1804 a 2043):
|           | Ano                                               | Elemento     | Tronco Celestial | Ramo terrestre | Animal   | Ano                                               |
| 1924–1983 | 1984–2043                                         | Elemento     | Tronco Celestial | Ramo terrestre | Animal   |                                                   |
| --------- | ------------------------------------------------- | ------------ | ---------------- | -------------- | -------- | ------------------------------------------------- |
| 1         | 05 de fevereiro de 1924 - 23 de janeiro de 1925   | Yang Madeira | 甲               | 子             | Rato     | 02 de fevereiro de 1984 - 19 de fevereiro de 1985 |
| 2         | 24 de janeiro de 1925 - 12 de fevereiro de 1926   | Yin Madeira  | 乙               | 丑             | Boi      | 20 de fevereiro de 1985 - 08 de fevereiro de 1986 |
| 3         | 13 de fevereiro de 1926 - 13 de fevereiro de 1927 | Yang Fogo    | 丙               | 寅             | Tigre    | 09 de fevereiro de 1986 - 28 de janeiro de 1987   |
| 4         | 02 de fevereiro de 1927 - 22 de janeiro de 1928   | Yin Fogo     | 丁               | 卯             | Coelho   | 29 de janeiro de 1987 - 16 de fevereiro de 1988   |
| 5         | 23 de janeiro de 1928 - 09 de fevereiro de 1929   | Yang Terra   | 戊               | 辰             | Dragão   | 17 de fevereiro de 1988 - 05 de fevereiro de 1989 |
| 6         | 10 de fevereiro de 1929 - 29 de janeiro de 1930   | Yin Terra    | 己               | 巳             | Serpente | 06 de fevereiro de 1989 - 26 de janeiro de 1990   |
| 7         | 30 de janeiro de 1930 - 16 de fevereiro de 1931   | Yang Metal   | 庚               | 午             | Cavalo   | 27 de janeiro de 1990 - 14 de fevereiro de 1991   |
| 8         | 17 de fevereiro de 1931 - 05 de fevereiro de 1932 | Yin Metal    | 辛               | 未             | Cabra    | 15 de fevereiro de 1991 - 03 de fevereiro de 1992 |
| 9         | 06 de fevereiro de 1932 - 25 de janeiro de 1933   | Yang Água    | 壬               | 申             | Macaco   | 04 de fevereiro de 1992 - 22 de janeiro de 1993   |
| 10        | 26 de janeiro de 1933 - 13 de fevereiro de 1934   | Yin Água     | 癸               | 酉             | Galo     | 23 de janeiro de 1993 - 09 de fevereiro de 1994   |
| 11        | 14 de fevereiro de 1934 - 03 de fevereiro de 1935 | Yang Madeira | 甲               | 戌             | Cão      | 10 de fevereiro de 1994 - 30 de janeiro de 1995   |
| 12        | 04 de fevereiro de 1935 - 23 de janeiro de 1936   | Yin Madeira  | 乙               | 亥             | Porco    | 31 de janeiro de 1995 - 18 de fevereiro de 1996   |
| 13        | 24 de janeiro de 1936 - 10 de fevereiro de 1937   | Yang Fogo    | 丙               | 子             | Rato     | 19 de fevereiro de 1996 - 06 de fevereiro de 1997 |
| 14        | 11 de fevereiro de 1937 - 30 de janeiro de 1938   | Yin Fogo     | 丁               | 丑             | Boi      | 07 de fevereiro de 1997 - 27 de janeiro de 1998   |
| 15        | 31 de janeiro de 1938 - 18 de fevereiro de 1939   | Yang Terra   | 戊               | 寅             | Tigre    | 28 de janeiro de 1998 - 15 de fevereiro de 1999   |
| 16        | 19 de fevereiro de 1939 - 07 de fevereiro de 1940 | Yin Terra    | 己               | 卯             | Coelho   | 16 de fevereiro de 1999 - 04 de fevereiro de 2000 |
| 17        | 08 de fevereiro de 1940 - 26 de janeiro de 1941   | Yang Metal   | 庚               | 辰             | Dragão   | 05 de fevereiro de 2000 - 23 de janeiro de 2001   |
| 18        | 27 de janeiro de 1941 - 14 de fevereiro de 1942   | Yin Metal    | 辛               | 巳             | Serpente | 24 de janeiro de 2001 - 11 de fevereiro de 2002   |
| 19        | 15 de fevereiro de 1942 - 04 de fevereiro de 1943 | Yang Água    | 壬               | 午             | Cavalo   | 12 de fevereiro de 2002 - 31 de janeiro de 2003   |
| 20        | 05 de fevereiro de 1943 - 24 de janeiro de 1944   | Yin Água     | 癸               | 未             | Cabra    | 01 de fevereiro de 2003 - 21 de janeiro de 2004   |
| 21        | 25 de janeiro de 1944 - 12 de fevereiro de 1945   | Yang Madeira | 甲               | 申             | Macaco   | 22 de janeiro de 2004 - 08 de fevereiro de 2005   |
| 22        | 13 de fevereiro de 1945 - 01 de fevereiro de 1946 | Yin Madeira  | 乙               | 酉             | Galo     | 09 de fevereiro de 2005 - 28 de janeiro de 2006   |
| 23        | 02 de fevereiro de 1946 - 21 de janeiro de 1947   | Yang Fogo    | 丙               | 戌             | Cão      | 29 de janeiro de 2006 - 17 de fevereiro de 2007   |
| 24        | 22 de janeiro de 1947 - 09 de fevereiro de 1948   | Yin Fogo     | 丁               | 亥             | Porco    | 18 de fevereiro de 2007 - 06 de fevereiro de 2008 |
| 25        | 10 de fevereiro de 1948 - 28 de janeiro de 1949   | Yang Terra   | 戊               | 子             | Rato     | 07 de fevereiro de 2008 - 25 de janeiro de 2009   |
| 26        | 29 de janeiro de 1949 - 16 de fevereiro de 1950   | Yin Terra    | 己               | 丑             | Boi      | 26 de janeiro de 2009 - 13 de fevereiro de 2010   |
| 27        | 17 de fevereiro de 1950 - 05 de fevereiro de 1951 | Yang Metal   | 庚               | 寅             | Tigre    | 14 de fevereiro de 2010 - 02 de fevereiro de 2011 |
| 28        | 06 de fevereiro de 1951 - 26 de janeiro de 1952   | Yin Metal    | 辛               | 卯             | Coelho   | 03 de fevereiro de 2011 - 22 de janeiro de 2012   |
| 29        | 27 de janeiro de 1952 - 13 de fevereiro de 1953   | Yang Água    | 壬               | 辰             | Dragão   | 23 de janeiro de 2012 - 09 de fevereiro de 2013   |
| 30        | 14 de fevereiro de 1953 - 02 de fevereiro de 1954 | Yin Água     | 癸               | 巳             | Serpente | 10 de fevereiro de 2013 - 30 de janeiro de 2014   |
| 31        | 03 de fevereiro de 1954 - 23 de janeiro de 1955   | Yang Madeira | 甲               | 午             | Cavalo   | 31 de janeiro de 2014 - 18 de fevereiro de 2015   |
| 32        | 24 de janeiro de 1955 - 11 de fevereiro de 1956   | Yin Madeira  | 乙               | 未             | Cabra    | 19 de fevereiro de 2015 - 07 de fevereiro de 2016 |
| 33        | 12 de fevereiro de 1956 - 30 de janeiro de 1957   | Yang Fogo    | 丙               | 申             | Macaco   | 08 de fevereiro de 2016 - 27 de janeiro de 2017   |
| 34        | 31 de janeiro de 1957 - 17 de fevereiro de 1958   | Yin Fogo     | 丁               | 酉             | Galo     | 28 de janeiro de 2017 - 15 de fevereiro de 2018   |
| 35        | 18 de fevereiro de 1958 - 07 de fevereiro de 1959 | Yang Terra   | 戊               | 戌             | Cão      | 16 de fevereiro de 2018 - 04 de fevereiro de 2019 |
| 36        | 08 de fevereiro de 1959 - 27 de janeiro de 1960   | Yin Terra    | 己               | 亥             | Porco    | 05 de fevereiro de 2019 - 24 de janeiro de 2020   |
| 37        | 28 de janeiro de 1960 - 14 de fevereiro de 1961   | Yang Metal   | 庚               | 子             | Rato     | 25 de janeiro de 2020 - 11 de fevereiro de 2021   |
| 38        | 15 de fevereiro de 1961 - 04 de fevereiro de 1962 | Yin Metal    | 辛               | 丑             | Boi      | 12 de fevereiro de 2021 - 31 de janeiro de 2022   |
| 39        | 05 de fevereiro de 1962 - 24 de janeiro de 1963   | Yang Água    | 壬               | 寅             | Tigre    | 01 de fevereiro de 2022 - 21 de janeiro de 2023   |
| 40        | 25 de janeiro de 1963 - 12 de fevereiro de 1964   | Yin Água     | 癸               | 卯             | Coelho   | 22 de janeiro de 2023 - 09 de fevereiro de 2024   |
| 41        | 13 de fevereiro de 1964 - 01 de fevereiro de 1965 | Yang Madeira | 甲               | 辰             | Dragão   | 10 de fevereiro de 2024 - 28 de janeiro de 2025   |
| 42        | 02 de fevereiro de 1965 - 20 de janeiro de 1966   | Yin Madeira  | 乙               | 巳             | Serpente | 29 de janeiro de 2025 - 16 de fevereiro de 2026   |
| 43        | 21 de janeiro de 1966 - 08 de fevereiro de 1967   | Yang Fogo    | 丙               | 午             | Cavalo   | 17 de fevereiro de 2026 - 05 de fevereiro de 2027 |
| 44        | 09 de fevereiro de 1967 - 29 de janeiro de 1968   | Yin Fogo     | 丁               | 未             | Cabra    | 06 de fevereiro de 2027 - 25 de janeiro de 2028   |
| 45        | 30 de janeiro de 1968 - 16 de fevereiro de 1969   | Yang Terra   | 戊               | 申             | Macaco   | 26 de janeiro de 2028 - 12 de fevereiro de 2029   |
| 46        | 17 de fevereiro de 1969 - 05 de fevereiro de 1970 | Yin Terra    | 己               | 酉             | Galo     | 13 de fevereiro de 2029 - 02 de fevereiro de 2030 |
| 47        | 06 de fevereiro de 1970 - 26 de janeiro de 1971   | Yang Metal   | 庚               | 戌             | Cão      | 03 de fevereiro de 2030 - 22 de janeiro de 2031   |
| 48        | 27 de janeiro de 1971 - 14 de fevereiro de 1972   | Yin Metal    | 辛               | 亥             | Porco    | 23 de janeiro de 2031 - 10 de fevereiro de 2032   |
| 49        | 15 de fevereiro de 1972 - 02 de fevereiro de 1973 | Yang Água    | 壬               | 子             | Rato     | 11 de fevereiro de 2032 - 30 de janeiro de 2033   |
| 50        | 03 de fevereiro de 1973 - 22 de janeiro de 1974   | Yin Água     | 癸               | 丑             | Boi      | 31 de janeiro de 2033 - 18 de fevereiro de 2034   |
| 51        | 23 de janeiro de 1974 - 10 de fevereiro de 1975   | Yang Madeira | 甲               | 寅             | Tigre    | 19 de fevereiro de 2034 - 07 de fevereiro de 2035 |
| 52        | 11 de fevereiro de 1975 - 30 de janeiro de 1976   | Yin Madeira  | 乙               | 卯             | Coelho   | 08 de fevereiro de 2035 - 27 de janeiro de 2036   |
| 53        | 31 de janeiro de 1976 - 17 de fevereiro de 1977   | Yang Fogo    | 丙               | 辰             | Dragão   | 28 de janeiro de 2036 - 14 de fevereiro de 2037   |
| 54        | 18 de fevereiro de 1977 - 18 de fevereiro de 1978 | Yin Fogo     | 丁               | 巳             | Serpente | 15 de fevereiro de 2037 - 03 de fevereiro de 2038 |
| 55        | 07 de fevereiro de 1978 - 27 de janeiro de 1979   | Yang Terra   | 戊               | 午             | Cavalo   | 04 de fevereiro de 2038 - 23 de janeiro de 2039   |
| 56        | 28 de janeiro de 1979 - 15 de fevereiro de 1980   | Yin Terra    | 己               | 未             | Cabra    | 24 de janeiro de 2039 - 11 de fevereiro de 2040   |
| 57        | 16 de fevereiro de 1980 - 04 de fevereiro de 1981 | Yang Metal   | 庚               | 申             | Macaco   | 12 de fevereiro de 2040 - 31 de janeiro de 2041   |
| 58        | 05 de fevereiro de 1981 - 24 de janeiro de 1982   | Yin Metal    | 辛               | 酉             | Galo     | 01 de fevereiro de 2041 - 21 de janeiro de 2042   |
| 59        | 25 de janeiro de 1982 - 12 de fevereiro de 1983   | Yang Água    | 壬               | 戌             | Cão      | 22 de janeiro de 2042 - 09 de fevereiro de 2043   |
| 60        | 13 de fevereiro de 1983 - 01 de fevereiro de 1984 | Yin Água     | 癸               | 亥             | Porco    | 10 de fevereiro de 2043 - 29 de janeiro de 2044   |

## Compatibilidades
Como o zodíaco chinês é derivado de acordo com a antiga Teoria dos Cinco Elementos, todo signo chinês está associado a cinco elementos com relações, entre esses elementos, de interpolação, interação, superação e contra-ação - acredita-se ser a lei comum da movimentos e mudanças de criaturas no universo. Pessoas diferentes nascidas sob cada signo animal supostamente têm personalidades diferentes, e os praticantes da astrologia chinesa consultam esses detalhes e compatibilidades tradicionais para oferecer orientação putativa na vida ou no amor e no casamento.
| Signo    | Melhor combinação (compatível) | combinação mediana (amigáveis)                       | Muito mau (conflito) | Prejudicial (melhor evitar) |
| -------- | ------------------------------ | ---------------------------------------------------- | -------------------- | --------------------------- |
| Rato     | Dragão, Macaco, Boi            | Porco, Tigre, Cão, Serpente, Coelho, Galo, Boi       | Cavalo               | Cabra                       |
| Boi      | Serpente, Galo, Rato           | Macaco, Cão, Coelho, Tigre, Dragão, Porco, Rato      | Cabra                | Cavalo                      |
| Tigre    | Cavalo, Cão, Porco             | Coelho, Dragão, Galo, Rato, Cabra, Boi, Porco        | Macaco               | Serpente                    |
| Coelho   | Porco, Cabra, Cão              | Tigre, Macaco, Cabra, Boi, Cavalo, Rato, Serpente    | Galo                 | Dragão                      |
| Dragão   | Rato, Macaco, Galo             | Tigre, Serpente, Cavalo, Cabra, Porco, Boi, Galo     | Cão                  | Coelho                      |
| Serpente | Boi, Galo, Macaco              | Cavalo, Dragão, Cabra, Cão, Coelho, Rato, Macaco     | Porco                | Tigre                       |
| Cavalo   | Cão, Tigre, Cabra              | Serpente, Coelho, Dragão, Galo, Porco, Macaco, Cabra | Rato                 | Boi                         |
| Cabra    | Coelho, Porco, Cavalo          | Serpente, Coelho, Dragão, Macaco, Galo, Cão, Tigre   | Boi                  | Rato                        |
| Macaco   | Dragão, Rato, Serpente         | Dragão, Cão, Boi, Cabra, Coelho, Galo, Cavalo        | Tigre                | Porco                       |
| Galo     | Boi, Serpente, Dragão          | Cavalo, Serpente, Cabra, Porco, Tigre, Macaco, Rato  | Coelho               | Cão                         |
| Cão      | Tigre, Cavalo, Coelho          | Macaco, Porco, Rato, Boi, Serpente, Cabra, Coelho    | Dragão               | Galo                        |
| Porco    | Coelho, Cabra, Tigre           | Rato, Galo, Cão, Dragão, Cavalo, Boi, Tigre          | Serpente             | Macaco                      |

## Trígonos

### Primeiro
Rato, Dragão, Macaco:
Esses três signos são considerados indivíduos intensos e poderosos, capazes de um grande bem, que são grandes líderes, mas são bastante imprevisíveis. Os três são considerados inteligentes, magnânimos, carismáticos, charmosos, autoritários, confiantes, eloquentes e artísticos, mas podem ser manipuladores, ciumentos, egoístas, agressivos, vingativos e enganosos.

### Segundo
Boi, Serpente, Galo:
Diz-se que esses três signos possuem resistência e aplicação, com lenta acumulação de energia, meticuloso no planejamento, mas tendendo a manter opiniões fixas. Os três são considerados inteligentes, trabalhadores, modestos, diligentes, leais, filosóficos, pacientes, de bom coração e moralmente corretos, mas também podem ser hipócritas, egoístas, vaidosos, críticos, tacanhos e mesquinhos.

### Terceiro
Tigre,  Cavalo, Cão:
Diz-se que esses três signos buscam o amor verdadeiro, buscam causas humanitárias, são idealistas e independentes, mas tendem a ser impulsivos. Os três são considerados produtivos, entusiasmados, independentes, envolventes, dinâmicos, honrados, leais e protetores, mas também podem ser precipitados, rebeldes, briguentos, ansiosos, desagradáveis e teimosos.

### Quarto
Coelho, Cabra, Porco:
Diz-se que esses três signos têm uma natureza calma e uma abordagem um tanto razoável; eles buscam a beleza estética e são artísticos, bem-educados e compassivos, mas desapegados e resignados à sua condição. Os três são considerados carinhosos, abnegados, prestativos, sensatos, criativos, empáticos, diplomáticos e prudentes, mas também podem ser ingênuos, pedantes, inseguros, egoístas, indecisos e pessimistas.

## Polaridade energética (Yin e Yang)

Yin Yang

Segundo a filosofia chinesa o yin yang é a representação do positivo e do negativo, sendo o princípio da dualidade, onde o positivo não vive sem o negativo e vice e versa. O criador desse conceito foi I Ching, ele descobriu que as formas de energias existentes possuem dois pólos e identificou-o como Yin e Yang. O Yin representa a escuridão, o princípio passivo, feminino, frio e noturno. Já o Yang representa a luz, o princípio ativo, masculino, quente e claro. Além disso, também são indicados como o Tigre e o Dragão, representando lados opostos. Quanto mais Yin você possuir, menos Yang terá e, quanto mais Yang possuir menos Yin você terá. Essa filosofia diz que para termos corpo e mente saudável é preciso estar em equilíbrio entre o Yin e o Yang. Há sete leis e doze teoremas da combinação das energias Yin e Yang:
As leis são;
1. Todo o universo é constituído de diferentes manifestações da unidade infinita;
2. Tudo se encontra em constantes transformações;
3. Todas as contrariedades são complementares;
4. Não há duas coisas absolutamente iguais;
5. Tudo possui frente e verso;
6. A frente e o verso são proporcionalmente do mesmo tamanho;
7. Tudo tem um começo e um fim.

Os teoremas são;
1. Yin e Yang são duas extremidades de pura expansão infinita: ambas se apresentam no momento em que a expansão atinge o ponto geométrico da separação, ou seja, quando a energia se divide em dois;
2. Yin e Yang originam-se continuamente da pura expansão infinita;
3. Yang tende a se afastar do centro; Yin tende a ir para o centro; E ambos produzem energia;
4. Yin atrai Yang e Yang atrai Yin; Yin repele Yin e Yang repele Yang;
5. Quando potencializados, Yin gera o Yang e Yang gera o Yin;
6. A força de repulsão e atração de todas as coisas é proporcional à diferença entre os seus componentes Yin e Yang;
7. Todos os fenômenos têm por origem a combinação entre Yin e Yang em várias proporções;
8. Os fenômenos são passageiros por causa das constantes oscilações das agregações dos componentes Yin e Yang;
9. Tudo tem polaridade;
10. Não há nada neutro;
11. Grande Yin atrai pequeno Yin; o grande Yang atrai o pequeno Yang;
12. Todas as solidificações físicas são Yin no centro e Yang na periferia.

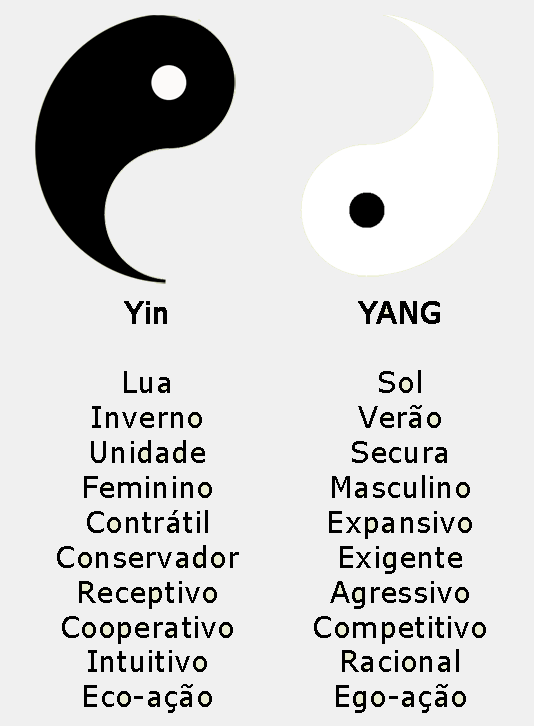
Yin e Yang descritos segundo a filosofia chinesa

### Como as energias Yin e Yang influenciam os signos do Horóscopo Chinês?
Na filosofia chinesa, as polaridades Yin e Yang se complementam por serem opostas. Cada signo chinês é guiado por uma dessas duas energias, que influenciam na sua personalidade. A sabedoria chinesa atribui ao equilíbrio dos dois pólos de energia, o negativo e o positivo, o Yin e Yang, o movimento da matéria e da vida. O círculo branco e preto em que Yang significa dia, nascimento e Yin significa noite, morte é usado para determinar a origem da vida. O equilíbrio desses dois pólos traz a harmonia e a ordem no universo e dentro do nosso corpo.
O Yin é a energia da noite, no passivo, do escuro, do frio, do feminino. Ele representa o lado esquerdo da esfera do Yin e Yang, a polaridade negativa, representada pela cor preta. Já Yang  é o completo oposto, é a energia do dia, do princípio ativo, da luz, do calor, do masculino. Ele representa o lado direita da esfera de Yin e Yang, a polaridade positiva e é representada pela cor branca.
Yin
Não se deve avaliar Yin com um sentido pejorativo pois sem ele não há equilíbrio, não há harmonia, não há positividade sem a presença que equilibra do Yin. Os dois pólos são igualmente importantes, sem um ou outro, o universo e nosso corpo entra em colapso. A energia ativa necessita da passiva, o dia precisa da noite, o calor precisa do frio – tudo para encontrar o equilíbrio.
Yin rege pessoas calmas, tranqüilas, introspectivas. As pessoas desta energia são reflexivas, gostam de atividades individuais, de trabalhar sozinho ou no seu próprio tempo. Pessoas ligadas à sua espiritualidade, que apreciam atividades relaxantes e de autoconhecimento. Tanta calma pode levar a um acomodamento, estabilidade excessiva em sua zona de conforto, preguiça, falta de força de vontade de mudança, por isso precisa do gás e da energia de Yang para chegar ao equilíbrio.
Yang
Já a energia Yang rege pessoas agitadas, dinâmicas, líderes natos, negociantes, extrovertidos. São pessoas que gostam do dia, que gostam de estar em movimento, comunicativas, que detestam a rotina, amantes da mudança e que se cansam facilmente da estabilidade. São tão agitadas que precisam equilibrar a sua energia com a Yin para não ficarem hiperativas, estressadas e até agressivas.

### Como cada energia rege um grupo de signos?
Yin: Boi, Coelho, Serpente, Cabra, Galo e Porco
Yang: Rato, Tigre, Dragão, Cavalo, Macaco e Cão

## A teoria dos 5 elementos
A China é um dos países que mais souberam manter suas tradições ao longo dos anos, desenvolvendo o horóscopo chinês com base em seus 5 elementos: a água, o metal, a madeira, o fogo e a terra. Cada pessoa que nasce regida por um destes elementos irá ter a carga energética e características definidas do mesmo.
Cada elemento do horóscopo chinês possui uma rede de outros elementos. Isto se dá porque cada um alimenta um outro e, consequentemente, também serve de alimento para um antecessor. Estas relações se deram de maneira lógica.
Como exemplo, podemos citar a Água que exerce influências sobre o Fogo e é influenciada pela Terra. É como se ela pudesse harmonizar e domar o Fogo e, por outro lado, a Terra pudesse controlar este poder influenciador dela.

### Elemento energético
O elemento é determinado de acordo com o último algarismo do ano de nascimento, conforme descrito abaixo:
- Metal: 0 e 1
- Água: 2 e 3
- Madeira: 4 e 5
- Fogo: 6 e 7
- Terra: 8 e 9

### Relações de dominância
As relações de interação entre os 5 elementos são as seguintes:
1. Madeira age sobre a Terra – a madeira sabe separar a terra e a planta (madeira) é quem finca as raízes no solo, separando diversas partículas e agindo como dominadora.
2. Terra age sobre a Água – é a terra quem delineia, quem traça os contornos das fontes de rios. Ela quem irá guiar a água ao seu bom destino, assim como fazem as barragens de hoje em dia.
3. Água age sobre o Fogo – aqui ela não apenas pode apagar o fogo em sua totalidade, mas também dosá-lo, de maneira que a pessoa regida por fogo pode se acalmar e encontrar paz pela graça da água.
4. Fogo age sobre o Metal – o calor do fogo é potente para moldar os metais e mudar a atmosfera do ar (visto como uma forma de metal, pela filosofia chinesa). O fogo, sem forma física, porém potente, é o responsável pelas espadas da alma, em fazê-las e moldá-las.
5. Metal age sobre a Madeira – assim como as árvores são cortados pelos machados, para virarem objetos e instrumentos de madeira, o metal sabe também aperfeiçoá-las, como esculturas e poda.

Os 5 elementos na humanidade podem encontrar desavenças e desequilíbrios. Não é porque existem relações de dominância, que estas devem ser aniquiladoras. Se a Água for muito forte e excessiva, o Fogo, ao seu lado, pode vir a se apagar completamente, desestabilizando todo o sistema elementar.
Se uma pessoa regida por Água começa a ficar triste, a reclamar e a chorar, próxima de um cônjuge de Fogo, este irá absorvê-la tanto, que pode vir a perder todas suas energias elementares. Isto é perigoso até mesmo para a relação amorosa.

### Características dos elementos
Madeira
As pessoas sob madeira podem ser invasivas e, muitas vezes, violentas. O que mais é arbitrário, é que elas podem ser extremamente negativas com um exterior de bondade. O típico lobo disfarçado em pele de cordeiro. Entretanto, também podem ser doces, mas intensas.
Fogo
São sobretudo irracionais e amam agir pela emoção. Pensar muito antes de tomar uma decisão também não é a praia dos elementares de Fogo. Podem ser explosivas, mas não necessariamente no sentido negativo. Na cama são geralmente irresistíveis e adoráveis.
Terra
Quem nasce sobre terra é muito próximo dos Librianos do horóscopo ocidental. Eles tendem a guiar as outras pessoas, a mostrar outros caminhos e a dizer que nem tudo acabou. Não se irritam com muita facilidade, mas detestam injustiça e podem virar uma fera rapidamente!
Metal
Têm fama de grosseiros, mas nem sempre é assim. Geralmente falam bastante e estão sempre envolvidos em movimentos ou debates sociais. São seres de muita luz, porém se irritam com facilidade e, na maioria das vezes, sem motivo.
Água
As pessoas do elemento de água são muito fluídas, espirituais e sensíveis. São intensas em suas emoções e parecem ser muitas vezes dóceis e suaves, mas escondem uma explosão vasta dentro de si, que podem vir à tona quando querem alguma coisa específica ou quando veem quem ama ser machucado.

### Relação dos animais e elementos
Em cada ano, um dos 12 animais do zodíaco é governado por um dos cinco elementos. Deste modo, o ciclo se encerra em 60 anos. A data é comemorada pelos povos orientais que seguem o calendário chinês, e dá início a uma nova repetição de animal e elemento.
As características destes elementos fixos do signo são somadas as características dos elementos que agiam no ano de seu nascimento. Por exemplo: um Cachorro Água traz consigo personalidade de Água (elemento do signo que regia na data de nascimento da pessoa) e Terra (elemento fixo do signo). Abaixo estão os elementos fixos de cada signo.
- Madeira: Tigre e Coelho
- Fogo: Serpente e Cavalo
- Terra: Boi, Dragão, Cabra e Cão
- Metal: Macaco e Galo
- Água: Rato e Porco